# 에리다누스자리 델타
에리다누스자리 델타는 에리다누스자리 방향에 있는 3.54등급 밝기의 항성이다. 고유 명칭은 라나이다.
델타별은 상대적으로 태양에서 가까운 편으로 관측된 거리값은 약 29광년이다. 가끔 사냥개자리 RS 변광성으로도 분류되지만 이는 잘못된 것이다.(현재 에리다누스자리 델타는 변광성일 가능성이 높은 존재일 뿐이다) 델타는 준거성으로, 수소 연소 단계를 거의 끝낸 상태이다. 준거성인 탓에 에리다누스자리 델타의 대기는 맥동 현상을 보여준다.
이 별을 시선속도법을 이용해 측정해 보았으나 주위를 돌고 있는 외계 행성은 없었다.
고유 명칭 라나는 라틴어로 ‘개구리’를 뜻하며, 이는 20세기에, 또다른 별 데네브 카이토스의 고유 명칭 '라나 세쿤다(둘째 개구리)'에서 따 온 말이다.

## 참고 문헌
- Fisher, G. F., Hall, D. S., Henry, G. W., Landis, H. J., Renner, T. R., and Shore, S. N., "Delta Eridani: A Very Bright New Variable Star,", Information Bulletin on Variable Stars, No. 2259, 1983.
- Eaton, J. A.; Poe, C. H., "Limits on the Variability of epsilon Eridani and delta Eridani", Information Bulletin on Variable Stars, 2712, 1985.